# Soffio di vento 〜Best of IZUMI SAKAI Selection〜
『Soffio di vento 〜Best of IZUMI SAKAI Selection〜』（ソッフィオ・ディ・ヴェント ベスト・オブ・イズミ・サカイ・セレクション）は、2007年8月15日に発売されたZARDの追悼セレクションアルバム。CDコードはJBCJ-9023。

## 内容
- 『Brezza di mare 〜dedicated to IZUMI SAKAI〜』と同時リリース。生前坂井がオフィシャルファンクラブ“WEZARD”会報で『LOVE & POWER』と題して、自分の気に入っている作品を発表。それを中心に反響を受けて、シングル曲も含めた形で選曲されていた坂井泉水セレクション。しかし、当初の収録予定曲はアルバム未収録のカップリング曲が中心であり、本作では坂井自身の選曲を制作スタッフが大幅に変更している。
- また特典DVDとして、「カナリヤ」と「My Baby Grand 〜ぬくもりが欲しくて〜」を収録している。
- タイトルの「Soffio di vento」は、イタリア語で「風のそよぎ」の意味である。
- 坂井自身が選曲した曲には、織田哲郎作曲の楽曲が3曲あったが、このアルバムでは織田哲郎作品3曲全てが制作スタッフにより削除されている。その一方で栗林誠一郎の作曲が多く収録されている。
- オフィシャルホームページでは、寺尾広によるライナーノーツが閲覧できる（同時発売の『Brezza di mare 〜dedicated to IZUMI SAKAI〜』も同様）。

## 収録曲

### CD
※詳細は各項目において解説。作詞は坂井泉水が全て担当している。
1. あの微笑みを忘れないで
  - 作曲：川島だりあ　編曲：明石昌夫

3rdアルバム『HOLD ME』収録曲。
2. 黄昏にMy Lonely Heart
  - 作曲：栗林誠一郎　編曲：明石昌夫

10thシングル「きっと忘れない」のカップリング曲。
3. 愛が見えない
  - 作曲：小澤正澄　編曲：葉山たけし

15thシングル　スタッフによる選曲収録。
4. サヨナラは今もこの胸に居ます
  - 作曲：栗林誠一郎　編曲：葉山たけし

16thシングル　スタッフによる選曲収録。
5. ひとりが好き
  - 作曲：栗林誠一郎　編曲：明石昌夫

2ndアルバム『もう探さない』収録曲。
6. あなたに帰りたい
  - 作曲：栗林誠一郎　編曲：明石昌夫

5thアルバム『OH MY LOVE』収録曲。ここではセレクションアルバム『ZARD BLEND II 〜LEAF&SNOW〜』に収録されている、最初のギターソロがカットされているバージョン。
7. So Together
  - 作曲：川島だりあ　編曲：明石昌夫

3rdアルバム『HOLD ME』収録曲。
8. 遠い星を数えて
  - 作曲：栗林誠一郎　編曲：徳永暁人

21stシングル「風が通り抜ける街へ」のカップリング曲。
9. 遠い日のNostalgia
  - 作曲：望月衛介　編曲：明石昌夫

3rdアルバム『HOLD ME』収録曲。ここではベストアルバム『ZARD BEST 〜Request Memorial〜』に収録されている、最後のサビの繰り返しがカットされているバージョン。スタッフによる選曲収録。
10. 来年の夏も
  - 作曲：栗林誠一郎　編曲：明石昌夫

5thアルバム『OH MY LOVE』収録曲。
11. かけがえのないもの
  - 作曲：大野愛果　編曲：小林哲

38thシングル。このアルバムの中で唯一第2章（2002年以降）の曲である。スタッフによる選曲収録。
12. Boy
  - 作曲：栗林誠一郎　編曲：明石昌夫

11thシングル「この愛に泳ぎ疲れても／Boy」の2曲目。スタッフによる選曲収録。
13. 見つめていたいね
  - 作曲：栗林誠一郎　編曲：明石昌夫

7thアルバム『TODAY IS ANOTHER DAY』収録曲。スタッフによる選曲収録。

### 特典DVD
1. My Baby Grand 〜ぬくもりが欲しくて〜
  - 作曲：織田哲郎 編曲：池田大介

23rdシングル。リリース当初公開されたミュージックビデオ（ロンドンロケ）とは異なる映像となっている。
2. カナリヤ
  - 作曲：栗林誠一郎 編曲：明石昌夫

9thシングル「もう少し あと少し…」のカップリング曲。シドニーロケの映像を中心に編集されている。

## LOVE & POWER
- 坂井泉水が亡くなる数か月前、ファンクラブ会報WEZARD2007年2月号において掲載された、坂井が「直感でバーッと」選んだ13曲による実際には発売されていないセレクションアルバム。会報にはジャケット写真と裏ジャケットも掲載されている。ジャケットに寄れば、正式タイトルは『Izumi's Selection LOVE & POWER from ZARD c/w and album』。発売日は2007年2月13日とされていた。本作収録曲はこの時の曲目がベースになっている。

### ファンクラブ会報掲載時の曲目
★記号の曲は収録されていない。
「I'm in love」は同時発売の『Brezza di mare 〜dedicated to IZUMI SAKAI〜』には収録されている。
1. あの微笑みを忘れないで
2. Today is another day ★（7thアルバム『TODAY IS ANOTHER DAY』収録曲）
3. 黄昏に My Lonely Heart
4. ひとりが好き
5. あなたに帰りたい
6. Lonely Solidier Boy ★（2ndアルバム『もう探さない』収録曲）
7. So Together
8. 愛は暗闇の中で ★（1stシングル「Good-bye My Loneliness」c/w）
9. 遠い星を数えて
10. 愛しい人よ 〜名もなき旅人よ〜 ★（36thシングル「瞳閉じて」c/w）
11. Forever you ★（6thアルバム『forever you』収録曲）
12. I'm in love ★（6thアルバム『forever you』収録曲）
13. 来年の夏も